# Gouverneur Morris
Gouverneur Morris (31 de janeiro de 1752 - 6 de novembro de 1816) foi um estadista norte-americano, um fundador dos Estados Unidos, e signatário dos Artigos da Confederação e da Constituição dos Estados Unidos. Ele escreveu o Preâmbulo da Constituição dos Estados Unidos e foi chamado de "Penman of the Constitution". Em uma época em que a maioria dos americanos se considerava cidadãos de seus respectivos estados, Morris avançou a ideia de ser cidadão de uma única união de estados. Morris também foi um dos mais declarados opositores da escravidão entre todos aqueles que estiveram presentes na Convenção Constitucional. Representou Nova York no Senado dos Estados Unidos de 1800 a 1803.
Morris nasceu em uma família rica de proprietários de terras no que é hoje a cidade de Nova York. Depois de frequentar o King's College, agora Columbia College, estudou direito com o juiz William Smith e foi admitido na Ordem dos Advogados. Foi eleito para o Congresso Provincial de Nova York antes de servir no Congresso Continental. Depois de perder a reeleição para o Congresso, mudou-se para a Filadélfia e tornou-se o superintendente assistente de finanças dos EUA. Representou a Pensilvânia na Convenção Constitucional de 1787, onde defendeu um governo central forte. Ele serviu no comitê que escreveu o rascunho final da Constituição dos Estados Unidos.
Após a ratificação da Constituição, Morris serviu como Ministro Plenipotenciário na França. Criticou a Revolução Francesa e a execução de Maria Antonieta. Morris retornou aos Estados Unidos em 1798 e venceu a eleição para o Senado em 1800, filiando-se ao Partido Federalista. Ele perdeu a reeleição em 1803. Depois de deixar o Senado, atuou como presidente da Comissão do Canal Erie.
Faleceu com uma infeção no trato urinário, após inserir uma barba de baleia no pénis oara tentar desbloquear o canal urinário. Faleceu na propriedade da família, Morrisania, e foi sepultado na igreja episcopal de Santa Ana, no Bronx.